# The Witness
The Witness (с англ. — «Свидетель») — игра-головоломка, созданная Джонатаном Блоу, разработанная и опубликованная группой Thekla Inc. The Witness была выпущена для Microsoft Windows и PlayStation 4 26 января 2016 года, для Xbox One выпущена 13 сентября 2016, для iOS — 21 сентября 2017. Игра поддерживает Oculus Rift.
Как и в Myst, которая была вдохновителем The Witness, игрок исследует открытый мир, который представляет собой остров в океане. В процессе игры от игрока требуется решать головоломки, основанные на взаимодействии с лабиринтами, представленными на панелях по всему острову или скрытыми в окружающей среде. Правила и результаты решения отдельных лабиринтов являются частью головоломки. У игрока нет истории как таковой, но он может понимать философию мира через визуальные образы, диктофонные записи отрывков из известных книг, а также через серию видеозаписей, которые можно найти по всему миру. Разработчики решили включить в игру минимальное количество обучающих лабиринтов и подсказок. Всего в игре представлено около 650 головоломок, но для прохождения игры не обязательно решать их все.
Хотя первоначально о создании игры было объявлено в 2009 году, The Witness имела длительный период развития. Работа была начата в 2008 году спустя короткий перерыв после выпуска Braid. Создатель игры Джонатан Блоу пояснял, что в его цели не входила разработка коммерческого и популярного продукта. По его мнению, инди-студии не должны подражать ААА-студиям, а инди-игры — обезличенным высокобюджетным проектам. Блоу считает, что инди-игра может быть неидеальной, зато она предлагает игроку вместе с создателем игры порассуждать над проблемами, которые его волнуют. Финансовый успех Braid позволил Блоу нанять большую команду (до пятнадцати человек). На создание 650 головоломок для The Witness разработчики потратили огромное количество времени, многие из них Блоу продумывал, рисуя на миллиметровой бумаге.
Процесс разработки включал в себя создание собственного игрового движка для более сильного контроля над визуальной составляющей игры, взаимодействие с художниками и с архитекторами зданий и ландшафта, чтобы заполнить природные и техногенные структуры на острове, сохраняя упрощенное визуальное представление. Это привело к затягиванию процесса, что вынудило перенести релиз игры с 2011 на 2016, но уже с расширением до поддержки консолей. После релиза The Witness получила положительные отзывы от критиков.

## Геймплей
В начале игры игрок оказывается в трубе, в конце которой есть несложный замо́к, похожий на дверную цепочку, в котором нужно провести линию от старта до финиша. Выйдя из трубы игрок оказывается в крепости.

Демонстрация прохождения

Выйдя из стартовой крепости, игрок обнаруживает, что находится один на острове площадью в несколько квадратных километров, с множеством головоломок. По мере прохождения игры вводятся новые правила для решения головоломок, некоторые из которых выходят за рамки самой панели с головоломкой. Решение этих головоломок включает в себя внимательность к внешнему миру.
По периметру острова находятся скульптуры людей. Складывается ощущение, что они занимались своими делами и в одночасье окаменели. Можно обнаружить скульптуры поэта, пьяницы, исследователя, художника и т. п. Также на острове разбросаны карманные плееры с цитатами известных людей — учёных, мыслителей, первооткрывателей, таких, как Будда, Фредерик Скиннер и Кингдон Клиффорд. В озвучивании цитат принимали участие такие актёры, как Эшли Джонсон, Фил Ламарр, Мэтью Уотерсон и Терра Дева. Игрок также может найти театр с короткими видео-вставками из научного сериала «Связи» 1978 года с учёным Джеймсом Берком или концовку фильма «Ностальгия» Андрея Тарковского.
Головоломки разделены на кластеры; как только кластер решён, из жёлтого ящика выдвигается лазер и направляет луч на горный шпиль. Если игрок активирует семь таких лазеров (из одиннадцати), он получает доступ внутрь горы, расположенной в центре острова. Решив там головоломки, игрок завершает игру. В финишном лифте он совершает полёт по всему острову. В это время лазеры отключаются и складываются, а головоломки возвращаются в своё исходное положение. Пролетев по всему острову, игрок влетает обратно в туннель начала игры, а игра закрывается.
Также в игре есть множество секретов, знание одного из которых требуется для получения второй концовки. В игре имеется более 650 головоломок, на решение которых по оценкам разработчика Джотанана Блоу потребуется около 80 часов. При этом игра включает сверх-сложную загадку, которую по оценкам Блоу сумеют решить менее 1 % игроков.

## Разработка
Идея разработать The Witness пришла к Джонатану Блоу после успешного выпуска игры Braid в 2008 году. Затем Блоу взял перерыв от разработки видео-игр, решив лично создать несколько прототипов, и потратив несколько месяцев на каждый из них. Прототип, который впоследствии стал The Witness, Блоу охарактеризовал как «очень сложный и амбициозный». Он также признавался, что шёл на риск, так как это требовало разработки трёхмерного игрового движка. Разработчик боялся, что вернётся в то состояние, в котором пребывал до успеха Braid, однако поверил в то, что The Witness также ждёт успех. Разработка игры началась в 2008 году.
Сам прототип игрового процесса был создан на основе одного из ранних проектов Блоу, который он так и не завершил. Согласно задумке, в этом незаконченном прототипе было некое «волшебное мгновение», которое сделало бы игру восхитительной. Игровой процесс The Witness основан на развитии идеи этого «волшебного мгновения». Блоу избегал преждевременного раскрытия подробностей игры, сравнивая это со спойлером фильма. Идея панельного лабиринта возникла у Блоу примерно в 2002 года при разработки игры с участием персонажей-волшебников, в которой игрок произносил заклинания с помощью жестов, совершённых мышью. Это было популярным решением в видео-играх того времени.
Одна из основных целей Блоу при разработке The Witness состояла в том, чтобы исследовать самые разные типы невербального общения, которые можно достигнуть с помощью видеоигр. Данное исследование, разработчик считал важным для понимания игры, как формы искусства. Само название игры исходит из основного игрового аспекта, заключающегося в том, что игрок изучает окружающую обстановку, открывая смысл и решения головоломок без словесного общения, подобно подходу, принятому ещё в игре Myst 1993 года выпуска. Блоу, говоря о дизайне игры, часто отсылал к Myst, как игре, повлиявшей на его решение заняться разработкой видео-игр. Одна из особенностей Myst, которую Блоу хотел бы исправить — это природа «пиксельной охоты» (англ. pixel hunting), в некоторых головоломках. Игроку приходится нажимать на разные части виртуального механизма без понимания конечного результата, хотя ответ на деле лежал за пределами данной головоломки. Работая над The Witness, Блоу создал объединяющую механику для всех головоломок. В качестве основной механики используются панели с лабиринтами. Хотя механика взаимодействия одинакова для всех этих лабиринтов, правила и поведение описаны символическим языком, являющимся ядром всех головоломок в игре. Сам остров был условно поделён на пять районов, каждый из которых содержит необходимую игроку информацию для понимания специфического поведения головоломок, ограниченных одним районом. Таким образом разработчик хотел решить вопрос с многими неясностями, которые типичны в целом для приключенческих игр. Головоломки в игре были разработаны, чтобы быть значимыми в контексте игры, а не просто головоломками, которые нужно решать, и кроме того, они по прежнему должны были отличаться от других головоломок в игре.
Другая важная часть концепции игры — это баланс между решением головоломок и восприятием. Игроку доступно свободное исследование мира The Witness и нелинейный игровой процесс. Две первые головоломки, созданные Блоу, привели его к пониманию того, что разработчику нужно создать мир для поддержки этих головоломок. Это сформировало бы дихотомию между исследованием и разгадыванием головоломок. Так, разработчик создал остров, как открытый игровой мир, чтобы игроки могли оставлять невозможные для решения головоломки и работать над другими. Это решение позволило избежать наказания игрока за неспособность решить ключевую загадку, что часто встречается в других приключенческих играх. Блоу хотел, чтобы головоломки были предельно чёткими и понятными, без каких либо отвлекающих факторов. Исследование поощряется сюжетом игры. Он рассказывается через аудиозаписи, которые игрок может найти по всему острову. С их помощью Блоу попытался передать игроку «чувство одиночества в прекрасном пространстве». Поскольку эти журналы можно найти в любом порядке, Блоу надеется, что каждый игрок может по-разному воспринимать повествование в зависимости от того, как он проходил игру. Первоначально эти аудиозаписи должны были быть более ориентированными на сюжет, но позже Блоу решил изменить их для получения более запутанной и абстрактной информации. Аналогично текстовым элементам, используемым в Braid, аудиозаписи не связывают историю непосредственно с игроком и дают ему подумать о смысле повествования . Команда Блоу старалась выстроить повествование таким образом, чтобы игроки, которые решают большее количество головоломок, получали более конкретное понимание истории.

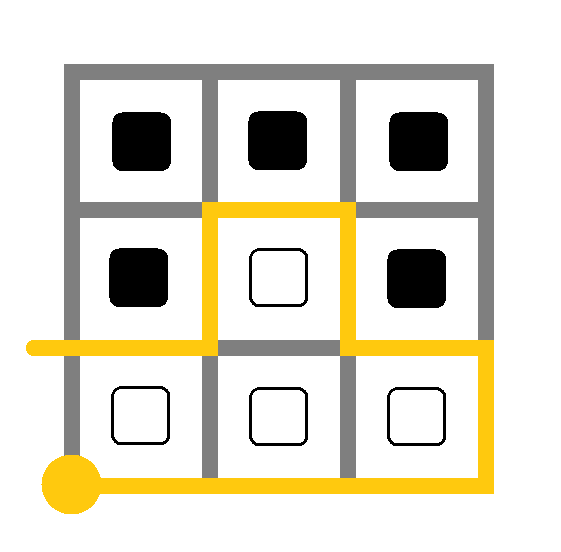
Некоторые головоломки, представленные в игре, построены на идее отделять линией ячейки с разными элементами.

Блоу разработал игру так, чтобы избегать классических вознаграждений, соблазняя или принуждая игрока выполнять какие либо фиксированные действия, просто чтобы получить какое-то достижение. Вместо этого игра была разработана, чтобы дать игроку возможность исследовать и узнавать мир и самостоятельно находить загадки. Блоу по возможности хотел использовать наименьшее количество достижений, требуемых консолями. Блоу также заявлял о своей обеспокоенности по поводу других всплывающих сообщений, которые могут появляться во время игрового процесса.
Блоу хотел создать The Witness, как игру, уважающую любознательных игроков «и которая сама в ответ обращалась к игроку, как умному человеку». Разработчик также осторожно подходил к системе обучения, заметив, что когда в любую игру вводится новая идея, игра незамедлительно её объясняет. Однако Блоу считает, что это убивает прозрение и связанные с ним вещи, такие как радость открытия. Критик с сарказмом назвал The Witness игрой-антиnintendo, заметив, что в «их типичных играх, игрока часами сопровождает персонаж, объясняющий очевидные вещи снова и снова». В данном случае, геймплей The Witness работает по обратному принципу. Сам разработчик противопоставил её с The Legend of Zelda. Блоу разработал головоломки так, чтобы они были «настолько простыми, насколько могут быть» и в то же время были достаточно сложными, чтобы у игроков снова и снова возникали «миниатюрные прозрения». Когда его спросили, что он думает о том, что некоторые игроки могут не закончить игру из-за её сложности, Блоу сказал, что он скорее сделает игру, которую смогут оценить люди, умеющие бросать вызов, чем будет упрощать её, чтобы больше людей могли почувствовать, что смогли всё понять.

### Финансирование и развитие
Анонс игры состоялся в 2009 году, вскоре после выхода игры Braid — предыдущего проекта Джонатана Блоу. В то время у создателей не было чёткого плана по выпуску или публикации игры, и на неё было выделено около 800 000 долларов США.
Блоу сформировал студию Thekla, Inc. для разработки и публикации The Witness. Начиная с декабря 2009 года, Блоу работал удалённо, выполняя две роли в команде разработчиков — технического программиста и 3D-дизайнера. Блоу заявил, что к 2015 году в его команде насчитывалось около восьми штатных работников, хотя в 2011 году было задействовано десять или одиннадцать человек, и даже пятнадцать на пике разработки игры. Помимо Блоу над The Witness трудились наемные художники и программисты, такие, как Дэвид Хеллман, ранее работавший над художественным дизайном Braid. Также команда включала в себя Эрика Уркхарта, который создавал трёхмерные концептуальные изображения для игры, и Игнасио Кастаньо, который разработал систему рендеринга для освещения и визуальных эффектов игры. Блоу также отдал должное Орсолии Спаниолу, молодому дизайнеру и недавнему выпускнику, который переосмыслил художественный стиль игры. В финальной версии игры детали окружающего пространства стали более яркими и абстрактными. Увеличив команду разработчиков, Блоу смог сосредоточить свои силы на разработке самого ядра игрового дизайна, что позволило его команде реализовать его видение, в отличие от разработки Braid, где он также должен был программировать большую часть самой игры.

Демонстрация прототипа игры по состоянию на 2010 год

На разработку The Witness ушло около семи лет. Блоу приписывал данный период к расширению действий в самой игре, поскольку он и его команда продолжали над этим работать. Разработчик стал перед выбором, что должен был приумерить свои амбиции, рассчитывая время и средства на разработку и отказываясь от некоторых ключевых деталей геймплея, а также используя готовый игровой движок для разработки. Вместо этого Блоу, в апреле 2014 года решил дополнительно направить выручку от продаж Braid на сумму 4 миллионов долларов США на разработку The Witness. Уже в 2015 году, после исчерпания данных средств, Блоу пришлось искать дополнительные средства, но он по прежнему верил, что независимо от затрат на дополнительные время разработки, его долг окупится в долгосрочной перспективе. В итоге, окончательная стоимость разработки оценивались почти в шесть миллионов долларов США. При этом The Witness по прежнему считалась инди-игрой из-за отсутствия финансовой помощи со стороны крупного издателя. Как заметил Блоу, по масштабности разработки и влитых средств, The Witness приближалась к игре класса ААА, и что такая разработка игры была первой в своём роде в индустрии компьютерных игр, выражая надежду в будущем видеть аналогичные проекты.
The Witness использует собственный игровой движок, разработанный Блоу и его командой, что заняло значительную часть разработки. Блоу настаивал на использовании своего собственного игрового движка вместо существующего, такого как например Unity, так как он желал полностью контролировать каждый элемент движка, который он создал сам. Хотя The Witness предлагает открытый игровой мир, он достаточно компактен и создавался как одна зона, что упрощало игровой процесс и разработку движка. Для команды это стало второй самой сложной задачей. Для одновременной работы над проектом им нужно было найти способы, позволяющие нескольким разработчикам редактировать области, не прибегая к блокировке в своей системе контроля версий, а также имея возможность работать без подключения к центральному серверу. Блоу и его команда разработали оригинальные способы сериализации игрового мира в текстовые файлы, имеющие контроль версий, в то же время позволяя легко находить противоречивые правки. Команда также преобразовала 10000 объектов из игрового мира в собственные отдельные файлы для отслеживания и исключения возможных конфликтов между изменениями. Другие системные функции включают использование определённых контрольных точек элементов ландшафта для автоматического пересчета бесшовных связей между ними в игровом движке рендеринга и встроенного в движок редактора мира для легкого доступа к существующим сериализованным элементам и создания новых.
Команда решила включить в The Witness поддержку виртуальной реальности (VR) после встречи Блоу с разработчиками Valve в ноябре 2013 года, на которой была продемонстрирована их будущая технология SteamVR. Блоу пообещал, что с помощью VR поможет расширить возможности игрока для изучения острова. По словам программиста Эндрю Смита, хотя формально в игре присутствует поддержка VR, The Witness не была разработана с учётом применения данной технологии, так как многие из головоломок можно «обмануть».

### Дизайн, искусство и звук
С самого начала разработки, макет и дизайн острова в The Witness оставался практически неизменным, так как команда работала в основном над тем, чтобы наполнить мир головоломками и детализировать ландшафт декоративными объектами. Сэм Мачковеч, редактор Ars Technica, сыгравший в демо-версию игры в 2012 и 2015 годах, заметил, что ландшафты оставались для него знакомыми. Одним из аспектов дизайна игрового мира является использование силовых кабелей, проходящих через остров, соединяющих панели головоломки с элементами, которыми они управляют. Блоу обнаружил, что это помогло в начале прохождения обеспечить «предельную ясность» того, куда игрок должен был идти дальше, но обнаружил, что из-за необходимости повторять снова и снова данные действия это превращалось в гринд. В ходе дальнейшей разработки, кабели с их изначальными функциями были оставлены, но дизайнеры усложнили саму возможность прослеживать направление кабелей к потенциальной цели.
Остров был структурирован таким образом, чтобы он справедливо сочетал в себе элементы головоломок, исследования и повествования, избегая при этом «парадокса выбора» — предоставляя игроку слишком много свободы в отношении того, куда идти дальше. По словам художника Луиса Антонио, одна из базовых вещей, которую желал видеть Блоу — это вид на гору, достижение которой является конечной целью игрока. Изначально игра начиналась в заброшенном бункере, который также выступал жилым пространством для героя, по изначальной задумке игрок покидал бункер и пытался добраться до горы. С этого момента, дизайнеры сталкивались с трудностями. Они несколько раз меняли расположение бункера для осуществления задачи Блоу, в конце концов полностью отказавшись от него в пользу более простого помещения с элементами интерьера и из которого игрок выбирается с видом на гору. Данная вводная область также должна была послужить учебным пособием по игре, помогая игрокам понять фундаментальную механику переключения между решением головоломок и изучением окружающей среды. Много сил ушло на тонкую настройку деталей, чтобы они были понятны без устного объяснения. Художники также должны были осуществить желание Блоу направлять игрока, используя контрастные цвета в естественных или искусственных структурах. Разработчик также хотел, чтобы художественный стиль игры в целом был бы связан с яркими и насыщенными цветами, чтобы придать игроку чувство оптимизма, в то время как более позднее окружение в игре уже не будет таким ярким. Блоу также выразил желание, чтобы все функциональные объекты по прежнему выделялись в игре, чтобы избежать визуального шума, который мог запутать игрока и дезориентировать его. Для достижения вышеописанных целей, дизайнерам приходилось несколько раз пересматривать стиль игры с позиции нового игрока, понять, какие визуальные элементы их больше всего привлекали и наоборот.

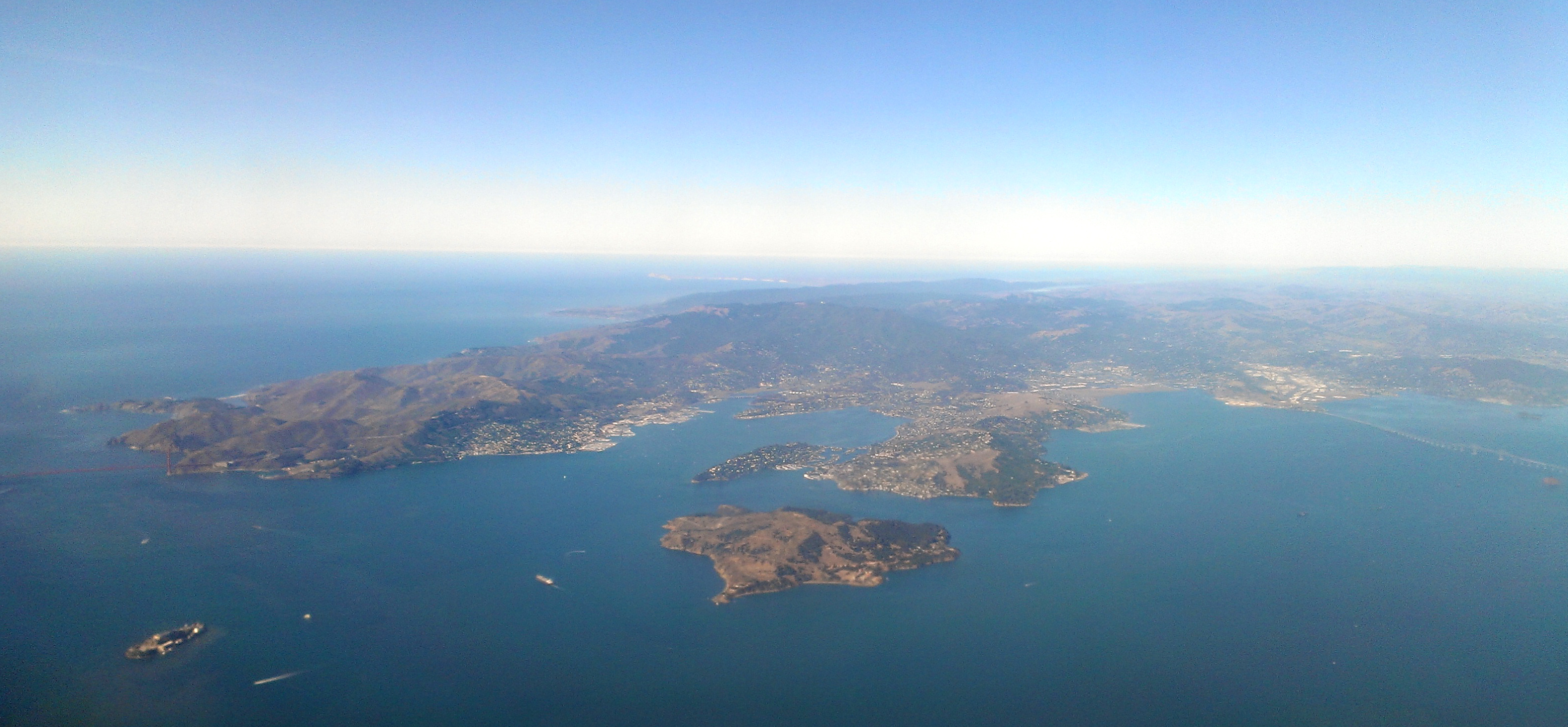
Окружающие звуковые эффекты были созданы с звуковых записей, созданных на острове Энджел, недалеко от побережья округа Марин, штата Калифорния.

При работе с художественным стилем, разработчики применяли упрощённый подход, избегая излишне мелких деталей, но и сохраняя общие формы, чтобы сделать объекты легко узнаваемыми. По словам Антонио, они черпали вдохновение у таких игр, как Journey, Team Fortress 2 и Mirror’s Edge. Команда по прежнему хотела убедиться, что игрок сможет распознать область острова, на которой он находился, на основе визуального вида, например, по типу деревьев вокруг него. Для этого, детали разных областей упрощались и приводились в соответствующий вид. Команда разработчиков также сотрудничала с архитектурной фирмой Fourm Design Studio, и командой ландшафтной архитектуры Fletcher Studio, чтобы помочь в разработке окружающей среды для The Witness. Со слов основательницы Fourm Деанны Ван Бурен, они создали модели локаций, основываясь на трёх разных периодах формирования человеческой цивилизации. Более поздние цивилизации, основывались на структуре более ранних. По мере необходимости эти структуры перераспределялись. Её студия помогла донести принципы дизайна до основной команды разработчиков, помогая им затем обобщать свои собственные идеи для финальной игры. Блоу заметил, что руководство и совет архитекторов помогли команде разработчиков создать остров таким образом, чтобы «он чувствовал себя более захватывающим только потому, что детали на месте, и ваш мозг это улавливает». В качестве примера, Блоу указывает на здания, находящиеся в различных состояниях разрушенности, изначально они были спроектированы и их исходном и законченном виде, а затем намеренно были состарены для создания разрушенного вида. Полученные конструкции сохраняют логически непротиворечивые детали, такие как например остатки деревянных опорных столбов в прогнивших лестницах в замке, которые помогают погрузиться в игру.
В финальную версию игры вошло минимальное количество музыкального сопровождения, вместо этого команда ориентировалась на проработку звуковых эффектов. Звуки окружающей среды были созданы в студии Wabi Sabi Sound. Блоу расценивал музыку, как «слой материала, работающий против игры». При этом сложно было включить звуковые эффекты окружающего мира, так как в игровом мире нет дикой природы, что заставляет игрока осознавать, насколько он одинок, находясь на острове. Большинство окружающих звуков были записаны Эндрю Лэки из Wabi Sabi Sound во время прогулки по острову Энджел, в заливе Сан-Франциско. Лэки затем добавил различные звуковые эффекты и множество их вариаций в зависимости от местоположения игрока на острове, а также обеспечивая плавный переход из одного окружения в другое.

## Анонс, маркетинг и выход
Впервые о разработке игры было упомянуто разработчиком Джонатаном Блоу в 2010 году на мероприятии Penny Arcade Expo, который также получил помощь со стороны независимых разработчиков Криса Хеккера и Энди Шатца, которые разделили общий стенд для демонстрации собственных игр: Monaco: What's Yours Is Mine и SpyParty. Оба разработчика предоставили место для Блоу, который хотел сделать свой анонс незаметным и неожиданным, чтобы увидеть реакцию посетителей без какого либо ажиотажа и столпотворения. Сам Блоу при этом держался на расстоянии от демонстрационного стола. При этом факт присутствия The Witness на выставке раскрылся журналистами не сразу, а только после обнаружения её редакторами Kotaku, которые опробовали игру, но упомянули о ней значительно позже. Сами игроки, опробовавшие игры на PAX или увидевшие упоминание игры в статье Kotaku выразили беспокойство, что The Witness просто будет представлять собой игру о лабиринтах. Блоу заверял, что его игра предоставляет гораздо больше игрового процесса, чем лабиринты, а также позже заметил, что в целом столкнулся с проблемами продвижения игры, так как просмотр отдельных видео-роликов не мог передавать весь ход игрового процесса и не может демонстрировать того, «что происходит в сознании игрока во время решения головоломки».
Ещё в 2010 году, Блоу планировал выпустить The Witness для персональных компьютеров под управлением Microsoft Windows и мобильных устройств iOS, а также для игровых приставок, вероятно Xbox 360 и PlayStation 3. Позже, в этом же году, Блоу пересмотрел свою позицию, заметив, что выпуск игры на консолях потребует значительно переработать игру для её адаптации с учётом ограничения консольных платформ. В ноябре 2011 года Блоу нанял двух программистов для создании версии лишь для одной консоли. Проблема былав том, что новое поколение игровых приставок должно было появиться в ближайшие несколько лет. Таким образом к концу разработки планировалось создать версии для актуальных приставок. Однако по мере дальнейшей разработки игры и усложнения её игрового движка, Блоу вовсе отказался от разработки игры для приставок седьмого поколения, сославшись на их «относительно низкие системные характеристики».
Примерно с 2012 года у команды появилась возможность разработки The Witness для приставок восьмого поколения с улучшенными аппаратными возможностями. Так, команда решила создать версии игры для приставок PlayStation 4 и Xbox One. От релиза на Wii U отказались, сославшись на её низкие характеристики. На момент принятия решения Sony смогла предоставить информацию об оборудовании и комплекты для разработки. Японская копания была сама заинтересована в скорейшем выходе игр для своей новой приставки. В это время Microsoft ещё не выпустила фирменные спецификации для своей консоли. По этой причине команда принялась за разработку консольной версии, ориентируясь на PlayStaion. Sony также была заинтересована в выходе игры на своей системе, позиционируя свою приставку, предназначенную для загружаемых и независимых игр в противовес более жёстким элементам управления Microsoft. Блоу также подтвердил, что данное соглашение не сопровождались денежными сделками. Позже разработчик признался, что ему было трудно работать с Microsoft, когда ему надо было выпустить его прошлую игру Braid на PlayStaion 3. На тот момент также ещё планировалось выпустить версии для Windows и iOS вместе с версией для PlayStation 4. Блоу не исключил так же выпуска игры на других платформах.
Процесс разработки растягивался дальше, а запланированный в 2013 году выпуск был снова отодвинут на более поздний срок. Блоу объяснял своё решение желанием команды улучшить игру. В сентябре 2015 года Блоу объявил о назначенной дате выхода игры — 26 января 2016 года на игровых приставках PlayStation 4 и Microsoft Windows, и немного позже для iOS. Несмотря на то, что рейтинговое агентство ERSB оценило рейтинг игры для Xbox One, Блоу заметил, что тогда у команды не было планов по выпуску игры на данной приставке. Блоу признался, что отправлял запрос для подтверждения рейтинга на всех возможных платформах, в том числе и для Xbox, чтобы избежать повторных запросов в будущем. Примерно за неделю до выхода, команда объявила, что цена одной копии игры будет составлять 39,99 доллов США, «что вполне соответствует количеству представленного контента». Тем не менее данная стоимость была встречена критикой со стороны пользователей, которые указали на непомерно-высокую цену по меркам инди-игры. На защиту ценовой политики встали журналисты, указав на то, что на полное прохождение игры требуется около 100 часов, а также сравнивая её с аналогичной игрой-головоломкой The Talos Principle 2014 года выпуска, продававшейся по аналогичной цене. Чтобы лучше продвинуть свою игру, разработчики создали видео-панорамы, вдохновляясь экспериментальным фильмом «Койяанискаци», в котором демонстрировались панорамы в замедленной или ускоренной съёмки острова без каких либо дополнительных комментариев.
Блоу заметил, что его команда вела переговоры с издателями для выпуска физических копий, но вначале отказывалась идти на данный шаг, сославшись на дополнительное время, необходимое для процессов производства и распространения. Тем не менее после выпуска игры, команда принялась за поиск потенциальных розничных каналов.
После выхода некоторые игроки жаловались на то, что чувствуют укачивание из-за узкого поля зрения, используемого игрой, а также покачивания камеры для имитации шага игрового персонажа. Блоу заявил, что команда работала над патчем, позволяющем игрокам регулировать свое поле зрения, отключать имитацию покачивания головы, а также использовать более быстрые варианты движения. В августе 2016 года, для Microsoft Windows вышло обновление, обеспечивавшее поддержку расширения Nvidia Ansel, позволяющее игрокам создавать снимки для воспроизведения в сверхвысоких разрешениях или для устройств 3D и виртуальной реальности. После анонса PlayStation 4 Pro, Блоу объявил, что его команда выпустит обновление для поддержки игры в разрешении 4K и без потери частоты кадров. Блоу также работал над поддержкой устройств с высоким динамическим диапазоном (HDR) для PlayStation 4 и PlayStation 4 Pro.
Версия для Xbox One была выпущена 13 сентября 2016 года. В августе 2016 года Блоу заявил, что команда рассматривают возможность переноса игры на мобильные устройства, но для этого потребуется снизить качество графики и разработать альтернативную схему управления для сенсорных устройств. Версия Android для Nvidia Shield была выпущена 16 января 2017. Выход версии для iOS состоялся 20 сентября 2017 года.

## Критика
| Сводный рейтинг    | Сводный рейтинг                                 |
| Агрегатор          | Оценка                                          |
| ------------------ | ----------------------------------------------- |
| GameRankings       | 85,31 %                                         |
| Metacritic         | PC: 87/100 PS4: 87/100 XONE: 86/100 iOS: 88/100 |
| Иноязычные издания |                                                 |
| Издание            | Оценка                                          |
| Destructoid        | 10/10                                           |
| Edge               | 9/10                                            |
| Game Informer      | 9,25/10                                         |
| GameRevolution     | [ 79 ]                                          |
| GameSpot           | 9/10                                            |
| GamesRadar+        | [ 81 ]                                          |
| IGN                | 10/10                                           |
| PC Gamer (US)      | 89/100                                          |
| Polygon            | 8/10                                            |
| USgamer            | 2/5                                             |
| VideoGamer         | 10/10                                           |
| TouchArcade        | iOS:                                            |

The Witness получила признание критиков после выхода. Её средние оценки по версии агрегатора Metacritic варьируются от 86 до 88 баллов из 100 возможных в зависимости от платформы.
Хлоя Рад с сайта IGN наградила игру высшим баллом, назвав её шедевром и заявив, что это «прекрасная, мощная игра, сделанная со знанием дела, с бесчисленными тайнами». Бренна Хиллиер с сайта VG247 заявила, что система вида от первого лица была выбрана успешно, и что она была впечатлена крутой кривой обучения, что загадки, представленные в игре «невозможны, непостижимы, раскрывающиеся только после того, как вы посетите несколько соседних локаций». Аарон Риччио, редактор журнала Slant Magazine обнаружил «резкий сдвиг» сложности в головоломках, как только игрок достигает загадок внутри горы..
Джули Манси с сайта Wired хотя и была впечатлена игрой, но отметила, что отсутствие какого-либо рассказа или игрового руководства может оттолкнуть некоторых игроков. Кроме того, после завершения игры, Манси считала, что Блоу хотя и сравнивал свою игру с постмодернистским романом «Радуга земного тяготения», но не сумел создать на острове такую же яркую и жизненную обстановку в отличие от романа, чтобы предложить увлекательную игру. Оли Уэлш с сайта Eurogamer похвалил представленные загадки в игре за то, что они позволяют игрокам прочувствовать то, что называется «эврикой». Критик также назвал The Witness игровым аналогом гольдберг-вариации, но чувствовал, что повествование поверх головоломок было лишним элементом, добавляющим неясность, и считал, что его можно было бы опустить, поскольку Блоу и его команда «не должны были пытаться сделать головоломки из искусства, когда им уже удалось так красиво и удачно изобразить искусство в головоломках». Джастин МаЭлрой с сайта Polygon дал игре 8/10, описав её, как «вдохновляющей, но разочаровывающей», он подверг критике большую продолжительность времени для решения некоторых головоломок и выразил обеспокоенность тем, что менее терпеливые игроки начнут искать более короткие пути. «Это, естественно приведет к ещё большим попыткам обхитрить игру и сработает, как снежный ком». Боб Макки с сайта USgamer оставил сдержанный отзыв об игре, поставив ей 2 из 5 звёзд. Хотя критик похвалил The Witness за её визуальные эффекты и обстановку, Макки счёл головоломки слишком сложными, заметив, что «там банально столько всего происходит, что я просто не в состоянии был понять, что делал не правильно», заметив также, что «Блоу может быть просто слишком увлёкся своей работой».
Что касается самого значения истории в The Witness, критиками было выдвинуто несколько теорий. Так, пытаясь осмыслить игру, Дэвид Робертс а сайта GamesRadar+ считал, что игра затрагивает тему природного прозрения в рамках учения эпистемология, в частности теорию знаний. Игрок постепенно начинает узнавать другие элементы острова, заключённые в головоломки, чтобы получить конечное послание игры («истинная концовка», как описывает Робертс). Игрок решает такие загадки, связанные с окружающей средой, встроенные в одну из первых головоломок, с которой они столкнутся на острове: «конец путешествия начинается в начале, а начало ведёт к концу — суть самого цикла прозрения».
Количество продаж The Witness за первую неделю почти превзошло количество продаж Braid в течение своего первого года выпуска. Позднее разработчики уточнили, что за первую неделю было продано более 100 000 экземпляров с доходом более $5 млн, покрыв все расходы компании, включая портирование игры на другие платформы, потенциально включая iOS, Android, OS X и Xbox One. Также разработчики отметили, что версия игры для Windows была в топе загрузок через BitTorrent с торрент-трекеров; это сопоставимо с тем, что было с Braid. Разработчики решили отказаться от технических средств защиты авторских прав, так как они считают, что «люди должны иметь свободу обладания». Однако, подобная система управления правами может появиться в их следующей игре.
Летом 2018 года, благодаря уязвимости в защите Steam Web API, стало известно, что точное количество пользователей сервиса Steam, которые играли в игру хотя бы один раз, составляет 494 237 человек.

### Награды
| Год  | Награда                           | Категория                  | Результат | Сслк.           |
| ---- | --------------------------------- | -------------------------- | --------- | --------------- |
| 2016 | Golden Joystick Awards 2016       | Лучшая оригинальная игра   | Номинация | [ 97 ] [ 98 ]   |
| 2016 | Golden Joystick Awards 2016       | Лучший визуальный дизайн   | Номинация | [ 97 ] [ 98 ]   |
| 2016 | Golden Joystick Awards 2016       | Лучшая инди-игра           | Номинация | [ 97 ] [ 98 ]   |
| 2016 | Golden Joystick Awards 2016       | Лучший игровой момент      | Номинация | [ 97 ] [ 98 ]   |
| 2016 | Golden Joystick Awards 2016       | Игра года                  | Номинация | [ 97 ] [ 98 ]   |
| 2016 | Golden Joystick Awards 2016       | PlayStation — Игра года    | Номинация | [ 97 ] [ 98 ]   |
| 2016 | Global Game Awards 2016           | Лучший квест               | Номинация | [ 99 ]          |
| 2016 | Global Game Awards 2016           | Лучшая инди-игра           | Номинация | [ 99 ]          |
| 2016 | Global Game Awards 2016           | Лучший открытый мир        | Номинация | [ 99 ]          |
| 2016 | Global Game Awards 2016           | Лучшая оригинальная игра   | Номинация | [ 99 ]          |
| 2016 | The Game Awards 2016              | Лучшая независимая игра    | Номинация | [ 100 ] [ 101 ] |
| 2016 | Game Developers Choice Awards     | Лучший дизайн              | Номинация | [ 102 ]         |
| 2016 | Game Developers Choice Awards     | Премия за инновации        | Номинация | [ 102 ]         |
| 2016 | 2017 SXSW Gaming Awards           | Превосходство в дизайне    | Номинация | [ 103 ]         |
| 2016 | 2017 SXSW Gaming Awards           | Превосходство в искусстве  | Номинация | [ 103 ]         |
| 2016 | 13th British Academy Games Awards | Игровой дизайн             | Номинация | [ 104 ]         |
| 2016 | 13th British Academy Games Awards | Игровые инновации          | Номинация | [ 104 ]         |
| 2016 | 13th British Academy Games Awards | Лучший дебют               | Номинация | [ 104 ]         |
| 2016 | 13th British Academy Games Awards | Оригинальная собственность | Номинация | [ 104 ]         |